# Питър Уинстън
Питър Уинстън (на английски: Peter Winston) е американски шахматист. Той споделя първа награда в шампионата по шахмат за юноши в САЩ през 1974 г.
Уинстън изчезва при мистериозни обстоятелства през януари 1978 г. Последният му публикуван рейтинг на FIDE е 2220.

## Изчезване
В края на 1977 г., Уинстън участва на турнир на ФИДЕ в Ню Йорк. Въпреки че е един от най-високо оценените играчи в турнира, Уинстън губи всичките си девет игри. Няколко месеца по-късно, на 26 януари 1978 г., след по-нататъшни изненадващи загуби, Питър Уинстън изчезва и никога не е видян отново. Според някои източници, изчезването на Уинстън е, когато той излиза от дома си без пари, лична карта или багаж по време на голяма зимна буря.

### Теории
Теориите изобилстват, че Питър Уинстън е извършил самоубийство по начин, който ще гарантира, че тялото му няма да бъде намерено. Много шахматисти, които са близки до Уинстън или се познават с него, твърдят, че психическото му здраве се влошава, заедно с играта му през последните няколко години от живота му, и че е загубил целия контрол над себе си, може би отчасти дължащо се на предполагаема наркозависимост.